# مجلة التاريخ الاقتصادي
مجلة التاريخ الاقتصادي هي دورية أكاديمية للتاريخ الاقتصادي تُنشر منذ عام 1941. العديد من مقالاتها كمية، وغالبًا ما تتبع الأساليب الرسمية التي سميت بقياسات المناخ [الإنجليزية] أو التاريخ الاقتصادي الجديد لعمل تقديرات إحصائية.
نُشرت المجلة نيابة عن جمعية التاريخ الاقتصادي ‏ من قبل مطبعة جامعة كامبريدج. محرروها هم آن كارلوس من جامعة كولورادو وويليام كولينز في جامعة فاندربيلت. عامل التأثير لعام 2016 هو 1.101.

## روابط خارجية
- الموقع الرسمي